# Refugis del Pirineu aragonès

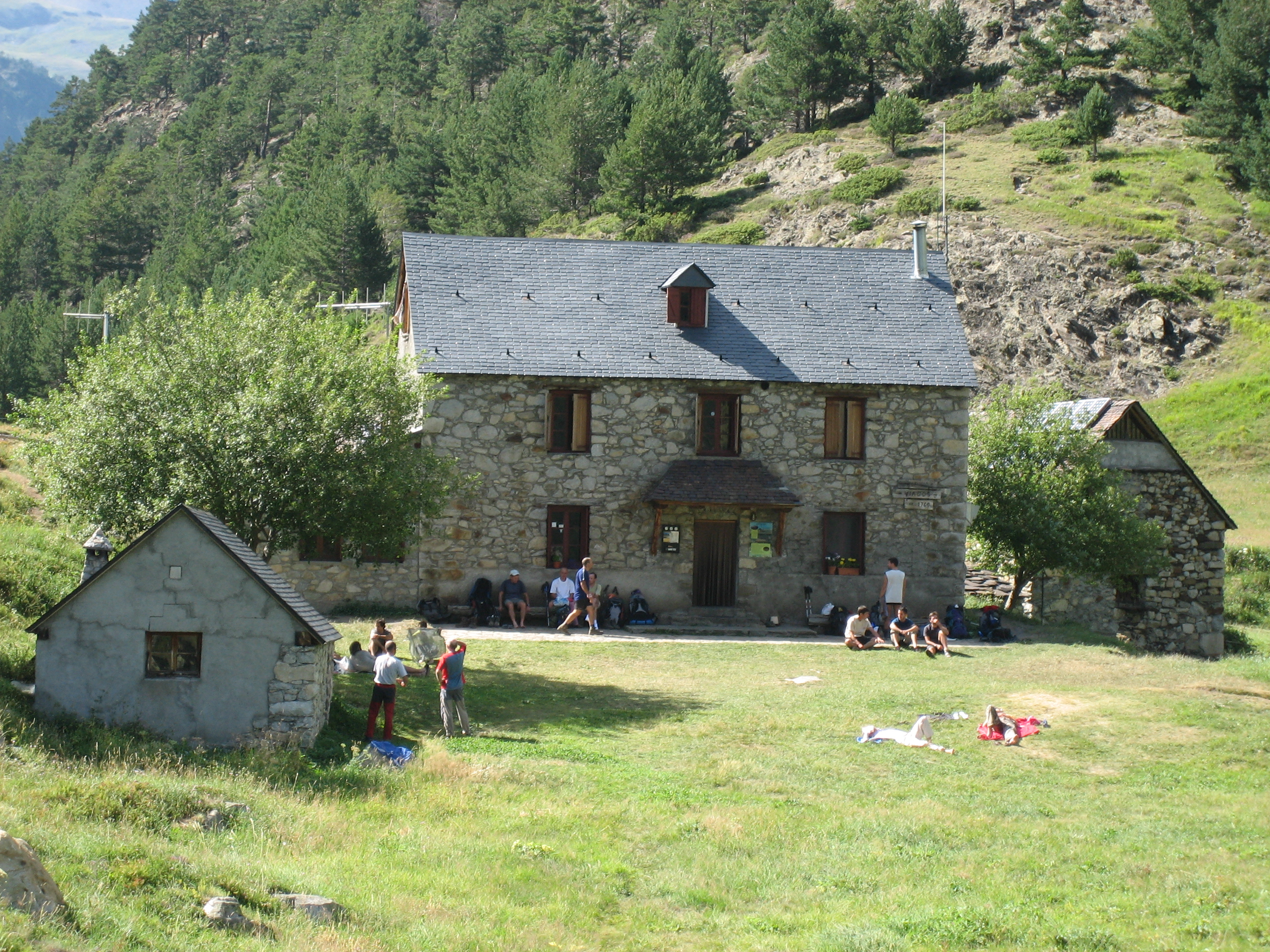
Refugi de Viadós, Osca

Els refugis del Pirineu aragonès són refugis i cabanes adreçats a l'excursionisme i que ofereixen aixopluc a la gent que camina per la muntanya. En general estan situats en paratges solitaris i sovint en indrets naturals privilegiats. El Consell del Govern d'Aragó gestiona la millora de molts d'aquests refugis, en té la cura de manteniment i recentment ha aprovat un tercer pla de refugis de muntanya.
En alguns casos, els antics hospitals de muntanya (en francès hospices) es consideren antecedents immediats dels actuals refugis guardats; eren sòlides construccions que es feien molt a prop d'alguns ports de muntanya que s'utilitzaven com a vies de comunicació entre les valls. Aquests hospitals feien tasques destacades, donaven recer i aliment als viatgers fatigats i als 
que recorrien a peu el Pirineu tant per motius religiosos com comercials. El més important a l'Aragó és l'Hospital de Benasc malgrat que fa pocs anys va ser en bona part convertit en un hotel.
Cal assenyalar una data, el 1910, quan Juli Soler i Santaló va proporcionar als visitants de l'Aneto i la Maladeta un recer en condicions (la Villa Maladeta), que va evolucionar fins a convertir-se en 1916 en l'actual refugi de la Renclusa, avui dia molt modernitzat.
A la gran majoria d'aquests refugis s'ha d'accedir a peu i n'hi ha de guardats i no guardats.
| Refugi                | Altura  | Comarca      | Coordenades geogràfiques                                      |
| --------------------- | ------- | ------------ | ------------------------------------------------------------- |
| Aigüeta de la Bal     | 2.000 m | Ribagorça    | 42° 36′ 33.52″ N, 0° 27′ 17.42″ O / 42.6093111°N,0.4548389°O  |
| Alfonso XIII (tancat) | 2.140 m | Alto Gállego | 42° 48′ 47.92″ N, 00° 17′ 1.4″ O / 42.8133111°N,0.283722°O    |
| Ángel Orús            | 2.148 m | Ribagorça    | 42° 37′ 38.79″ N, 00° 27′ 26.75″ E / 42.6274417°N,0.4574306°E |
| Bachimaña Superior    | 2.225 m | Alto Gállego | 42° 47′ 20.6″ N, 00° 13′ 16.12″ O / 42.789056°N,0.2211444°O   |
| Casa de Piedra        | 1.630 m | Alto Gállego | 42° 45′ 45.11″ N, 0° 13′ 59.59″ O / 42.7625306°N,0.2332194°O  |
| Cap de Llauset        | 2.425 m | Ribagorça    | 42° 35′ 46.26″ N, 0° 41′ 0.09″ E / 42.5961833°N,0.6833583°E   |
| Estós                 | 1.895 m | Ribagorça    | 42° 40′ 31.8″ N, 0° 29′ 6.76″ E / 42.675500°N,0.4852111°E     |
| Gabardito             | 1.360 m | Jacetania    | 42° 47′ 14.46″ N, 0° 42′ 41.98″ O / 42.7873500°N,0.7116611°O  |
| Góriz                 | 2.200 m | Sobrarb      | 42° 39′ 47.78″ N, 00° 0′ 54.1″ E / 42.6632722°N,0.015028°E    |
| Hospital de Benasc    | 1.758 m | Ribagorça    | 42° 41′ 02″ N, 00° 36′ 44″ E / 42.68389°N,0.61222°E           |
| Ibons de Bachimaña    | 2.220 m | Alto Gállego | 42° 46′ 48″ N, 00° 13′ 39″ O / 42.78000°N,0.22750°O           |
| Lizara                | 1.540 m | Jacetania    | 42° 45′ 50.33″ N, 0° 38′ 4.6″ O / 42.7639806°N,0.634611°O     |
| Pineta                | 1.240 m | Sobrarb      | 42° 39′ 58.25″ N, 0° 6′ 13.07″ E / 42.6661806°N,0.1036306°E   |
| Plana Canal           | 1.740 m | Sobrarb      | 42° 36′ 01.30″ N, 00° 24′ 17.73″ E / 42.6003611°N,0.4049250°E |
| Renclusa              | 2.140 m | Ribagorça    | 42° 40′ 9.48″ N, 0° 39′ 2.73″ E / 42.6693000°N,0.6507583°E    |
| Respomuso             | 2.200 m | Alto Gállego | 42° 49′ 1.2″ N, 0° 17′ 15.45″ O / 42.817000°N,0.2876250°O     |
| San Vicienda          | 1.720 m | Sobrarb      | 42° 37′ 07.94″ N, 00° 03′ 27.18″ E / 42.6188722°N,0.0575500°E |
| Viados                | 1.760 m | Sobrarb      | 42° 39′ 38.44″ N, 0° 22′ 37.9″ E / 42.6606778°N,0.377194°E    |